# キャリー・ダウメリー
- キャリー・ドーメリー

キャリー・ダウメリー（Carrie Daumery、1863年3月25日 - 1938年7月1日）とは、オランダ出身のアメリカ合衆国の女優。1908年から1937年にかけて63本の映画に出演した。

## 生涯
アムステルダムの生まれ。ブリュッセル出身のベルギー人、フランス人とする記事もある。
17歳の時に舞台女優になる。その演技は「芸術的」と評された。
ピアニストのテオ・イザイと結婚。ウジェーヌ・イザイは義理の兄になる。息子は後に映画監督になるジーン・ダウメリー（1898年 1934年、別名ジョン・ダウメリー）。
結婚しても女優は続け、一時期、サラ・ベルナールと親しかったこともある。
1914年、夫とスイス旅行をしていた時、第一次世界大戦が始まる。ベルギーに帰国すると、自宅がドイツ軍兵士に占領されていた。その後、息子は出征、夫は健康を害した。戦争が終わった時、夫は死亡、息子は毒ガスを浴び怪我をしていた。
健康を回復した息子とロンドン、さらにアメリカに渡る。
ハリウッドでエキストラとなり、やがて「スクリーン村で最も有名なエキストラ」になり、最後にはワーナー・ブラザーススタジオのストック女優となった。
1934年、息子のジーン（ジョン）がイギリスで死去。ダウメリーはワーナー・ブラザーズのサンセット・スタジオ近くのサンドイッチ店の前に、スタジオ行のバスを待つエキストラのための木のベンチ（通称「ジョンのベンチ」）を設置した。
1938年7月1日、カリフォルニア州ロサンゼルスで死去。

## 主な出演作品
- 征服の力 The Conquering Power (1921)
- 殴られる彼奴 He Who Gets Slapped (1924)
- Dynamite Dan (1924)
- Forbidden Paradise (1924)
- 巴里の薔薇 The Rose of Paris (1924)
- ウィンダミア夫人の扇 Lady Windermere's Fan (1925)
- Paris at Midnight (1926)
- The Lucky Lady (1926)
- ウィーンの狂乱 The Greater Glory (1926)
- The Love Thief (1926)
- Young April (1926)
- アンナ・カレニナ Love (1927)
- The Cardboard Lover (1928)
- 笑ふ男 The Man Who Laughs (1928)
- 最後の警告 The Last Warning (1928)
- 大地の果てまで Hearts in Exile (1929)
- 接吻 The Kiss (1929)
- マダムX (1929年の映画)（英語版） Madame X (1929)
- クラック将軍 General Crack (1929)
- Children of Pleasure (1930)
- 生命の切札 Cameo Kirby (1930)
- 肉体の呼ぶ声 Call of the Flesh (1930)
- The Common Law (1931)
- 我輩はカモである Duck Soup (1933) - クレジットなし
- クリスチナ女王 Queen Christina (1933) - クレジットなし
- アンナ・カレニナ Anna Karenina (1935)